# Židovský hřbitov v Poběžovicích
Židovský hřbitov v Poběžovicích leží severozápadně od obce Poběžovice v remízku v polích po pravé straně silnice na Drahotín. Nově k němu byla vybudována zpevněná cesta z Poběžovic.
Během okupace došlo k jeho devastaci a dodnes v areálu zůstalo jen kolem 50 náhrobních kamenů z necelých pěti set udávaných k roku 1929. Nejstarší náhrobek z roku 1634 je situován v zadní části hřbitova. Pozoruhodný je velký reliéfní náhrobek rabína Joela Ranschburga z roku 1820. Na hřbitov se vstupuje umělecky kovanou brankou s kamenným portálem, jež nese hebrejský nápis. Péčí o hřbitov se zabývá Občanské sdružení Abraham Poběžovice. Ještě podrobneji se historii obce židovské věnuje bakalářská práce, kterou najdete na Kešetu (u hesla 228-Poběžovice). A také samotný fakt, že dodnes na poničené hřbitovní ploše nacházíme náhroky – a tedy pohřby - z let probíhající Třicetileté války skutečně potvrzují starobylost poběžovické obce a přítomnost židovského živlu přinejmješím již na konci 16. století. A zhruba do téže doby je tedy možno potvrdit i existenci hřbitova. (Dnes nejstarší dochovanou macejvou je macejva z roku 1634, ale po tom, co si hřbitov prodělal  před a během Druhé války, nelze tvrdit, že je to macejva skutečně nejstarší.
Poběžovická synagoga, vystavěná v letech 1814 - 1816, stávala v jižní části tehdejší židovské ulice, dnes Masarykovy, kde je dodnes torzo mikve.